# تیم ملی فوتبال تونگا
تیم ملی فوتبال تونگا نمایندهٔ کشور تونگا در مسابقات بین‌المللی است که زیر نظر فدراسیون فوتبال تونگا فعالیت می‌کند.
اولین بازی رسمی این تیم در تاریخ ۲۹ اوت ۱۹۷۹ میلادی در برابر تیم ملی فوتبال تاهیتی برگزار شده است.